# 艾恩西德尔恩
艾恩西德尔恩（德語：Einsiedeln）是瑞士联邦施维茨州艾恩西德尔恩区唯一的市镇，以建於10世紀的本篤會同名修道院知名。

## 概況
该市镇面积为110.40平方千米，海拔高度882米，2018年12月31日人口为15,867人。

## 名人
艾恩西德尔恩是瑞士炼金术士和医生帕拉塞尔苏斯的出生地。

## 宗教信仰
艾因西德倫信仰-2013年
艾恩西德尔恩约七成居民信奉罗马天主教。